# Tegea
Tegea község (önkormányzat), falvak csoportja az ókori Tegea város körzetében Görögországban, a Peloponnészoszi-félszigeten, Árkádia prefektúrában, hat kilométerre a prefektúra székhelyétől, Trípolitól, 650 méteres tengerszint feletti magasságban egy termékeny fennsíkon. 
Az ókorban Árkádia legfontosabb települése volt. Népessége ma hanyatlik: 1991-ben 4539, 2001-ben már csak 4100 fő lakta. 
Elsősorban mezőgazdasággal foglalkozó vidék, lakói cseresznyét, meggyet, almát, babot, burgonyát, babot, fokhagymát és egyéb terményeket adnak el. Minden évben augusztus 15-én Episzkopi faluban jelentős vásárt és mezőgazdasági kiállítást rendeznek.
Az ókori Tegea romjai Alea és Sztadio falvak közt láthatóak.

## Települései
- Alea
- Episzkopi
- Garea
- Kamari
- Keraszitsza, Gregorisz Lambrakisz politikus szülőhelye
- Lithovounia
- Magoula
  - Giokareika (51 lakos)
- Manthürea
- Mavriki
- Pszili Vrüszi
  - Bouzaneika (45 lakos)
- Rizesz
- Sztadio
  - Agiosz Szosztisz
  - Akra (42 lakos)
- Tziva
- Vouno
- Sztringosz-Demiri

## Az ókori Tegea
Az Athean Alea templom helyén végzett ásatások során a Francia Régészeti Iskola kutatói 1900 és 1910 között a korai archaikus, a geometrikus és a proto-geometrikus korból származó edénytöredékeket találtak. A templom alapjainak vizsgálata kimutatta, hogy egy részük egy a 7. század vége felé épült dór templom maradványa. 
A Kr. e. 6. század közepétől Tegea Spárta uralma alatt állt a leuktrai csatáig, amelyben Kr. e. 371-ben Thebai legyőzte Spártát. 
Az 1. századra Árkádia egyetlen jelentős városa maradt. Átvészelte a gótok támadását 395-ben és 396-ban.

## Nevezetességei

### Athena Alea templom
A legendabeli városalapító Aleosz által épített Athena Alea templomról a 2. században Pauszaniasz azt írta, hogy a Peloponnészoszon nem találni szebbet. A Kr. e. 4. században, a Kr. e. 395-ben pusztító tűzvész után, Szkopasz építette újra az eredeti templomot. Romjai ma is láthatók, az itt talált leleteket a Tegeai Régészeti Múzeumban állították ki.
Pauszaniasz szerint Athena Alea és a kalüdóniai vaddisznó Augustus római császár a római Fórumra vitette, miután legyőzte Marcus Antoniust. A templomot a kora középkorban valószínűleg földrengés pusztította el.

## Híres tegeaiak
- Anüté, görög költőnő a Kr. e. 3. században
- Kepheusz, mitológiai király, argonauta
- Grigorisz Lambrakisz, baloldali pacifista politikus (1963-ban meggyilkolták)

## Sport
Tegea a Spartathlon ultramaratoni futóverseny útvonalán fekszik.

## Külső hivatkozások
- Honlapja
- Fotók az Alea Athena templom romjairól